# Dani Tortolero
Daniel Tortolero Núñez, plus connu comme Dani Tortolero, né le 6 septembre 1981 à Esplugues de Llobregat (province de Barcelone, Espagne), est un footballeur espagnol qui joue au poste de défenseur.

## Biographie

### En club
Dani Tortolero rejoint La Masia, le centre de formation du FC Barcelone, en 1992, à l'âge de 11 ans. Il joue dans toutes les équipes de jeunes du Barça, des alevins jusqu'aux juniors. 
De 1999 à 2003, il joue avec le FC Barcelone C puis avec le FC Barcelone B. Il débute avec l'équipe première du Barça le 29 janvier 2002 face à l'UE Lleida lors d'un match de la Copa Catalunya. Lors de la saison 2002-2003, il joue deux matches de la Ligue des champions contre Bruges et Galatasaray,.
En 2003, il rejoint le club d'Elche CF, puis est transféré au Gimnàstic de Tarragona en 2004, et à l'Hércules d'Alicante en 2005. Il signe ensuite à l'UD Salamanque en 2006, puis rejoint de nouveau le Gimnàstic en 2007. Il est ensuite transféré au Girona FC en 2009, puis au CE Sabadell en 2012. 
En 2013, il quitte l'Espagne et rejoint le club de Doxa Katokopias, en première division chypriote. En 2015, il change à nouveau de pays en s'engageant avec l'équipe roumaine du Rapid Bucarest.
En Espagne, le bilan de la carrière professionnelle de Dani Tortolero en championnat s'élève à 239 matchs joués, pour 20 buts marqués, le tout en deuxième division.

### En équipe nationale
Dani Tortolero joue dans toutes les catégories inférieures de l'équipe d'Espagne, depuis l'équipe des moins de 16 ans, jusqu'à celle des moins de 21 ans (38 matches en tout). 
Il participe au championnat d'Europe des moins de 16 ans en 1998, compétition lors de laquelle l'Espagne se classe troisième.